# Adelphopauropus ichtyematos
Adelphopauropus ichtyematos – gatunek skąponoga z rzędu Tetramerocerata i rodziny Diplopauropodidae. Jedyny znany gatunek monotypowego rodzaju Adelphopauropus.

## Występowanie
Gatunek znany z jednego stanowiska w środkowej części stanu Amazonas w Brazylii.